# Teenage Mutant Ninja Turtles (2003)
Teenage Mutant Ninja Turtles er en amerikansk tegnefilmserie i 156 afsnit fordelt på syv sæsoner udsendt 8. februar 2003 – 28. februar 2009. Serien er produceret af Mirage Studios og delvist baseret på dennes tegneserie om Teenage Mutant Ninja Turtles fra 1984.
Der havde tidligere været lavet en tegnefilmserie om de fire padder 1987-1996. Den nye serie adskiller sig imidlertid væsentligt fra den gamle. Den nye serie er holdt i en mørkere og mere alvorlig stil, og forskellige komiske figurer er luget ud. Til gengæld er en række personer fra den oprindelige tegneserie fra 1984 kommet til, i og med at det er netop denne serie, der primært har ligget til grund. Ideen med Shredder som hovedfjende og forskellige andre detaljer er dog arvet fra tegnefilmserien fra 1987.
I første omgang blev der lavet 4 sæsoner a 26 afsnit. Derefter gik der lidt kuk i tingene, i det den planlagte sæson 6 Fast Forward (dansk: Tidsrejsen) på 26 afsnit blev rykket frem, så den sendtes på amerikansk tv i direkte forlængelse af sæson 4. Sæson 5 Ninja Tribunal på 12 af planlagt 13 afsnit udsendtes i første omgang som Video On Demand på amerikansk kabel-tv og udsendtes først senere regulært. Til sidst blev serien så afsluttet med sæson 7 Back to the Sewer (dansk: Tilbage til kloakken) på 13 afsnit.
I Danmark er sæson 1 og 2 blevet sendt med dansk tale på DR1 og Cartoon Network mens sæson 6 er blevet sendt på DR1.
Afsnit 1-19 og 27-70 (sæson 1-3) er udsendt med dansk tale fordelt på atten dvd'er og vhs bånd og afsnit 20 og 24 på miniDVD af K. E. Media. Afsnit 118-156 (sæson 6-7) er tilsvarende udsendt med dansk tale fordelt på tretten dvd'er af NTC Film (tidligere On Air Video).
Sæson 4 og 5 er endnu ikke udsendt på dansk hverken i tv eller på dvd.
Sæson 1 Episode 21, 22, 23, 25, 26 er ikke udgivet på danske dvd'er.

## Synopsis
15 år før serien begyndte var der en ninjamester ved navn Hamato Yosh som blev myrdet af Shredder, men hans kælerotte Splinter slap væk. Kort efter overværede Splinter en trafikulykke. En gammel mand blev reddet fra at blive kørt over af en lastbil, men lastbilen tabte en beholder med grønt slam, og en dreng tabte fire små skildpadder. Begge dele faldt ned i kloakken, hvor Splinter fandt dem. Men slammet var et mutagen, der fik Splinter og padderne til at vokse i både størrelse og intelligens, så de efterhånden blev menneskelignende. Splinter havde lært ninjitsu ved at studere sin herre Hamato Yoshi, og nu oplærte han padderne i den. Alt gik godt, og i 15 år kendte ingen mennesker til rotten og de fire padder i kloakken. Men en dag kom der uventede gæster – serien begynder!

## Afsnit
| Sæson | Sæson           | Sæson                     | Afsnit          | Oprindelig sendt   | Oprindelig sendt  | Oprindelig sendt       |
| Sæson | Sæson           | Sæson                     | Afsnit          | Start              | Slut              | Netværk                |
| ----- | --------------- | ------------------------- | --------------- | ------------------ | ----------------- | ---------------------- |
|       | 1               | 1                         | 26              | 1. februar 2003    | 1. november 2003  | Fox (FoxBox, 4Kids TV) |
|       | 2               | 2                         | 26              | 8. november 2003   | 2. oktober        | Fox (FoxBox, 4Kids TV) |
|       | 3               | 3                         | 26              | 9. oktober 2004    | 23. april 2005    | Fox (FoxBox, 4Kids TV) |
|       | 4               | 4                         | 26              | 10. september 2005 | 15. april 2006    | Fox (FoxBox, 4Kids TV) |
|       | 5               | Ninja Tribunal            | 12              | 16. februar 2008   | 3. maj 2008       | Fox (FoxBox, 4Kids TV) |
|       | 6               | Fast Forward              | 26              | 29. juli 2006      | 27. oktober 2007  | Fox (FoxBox, 4Kids TV) |
|       | 7               | Back to the Sewer         | 13              | 13. september 2008 | 27. marts 2010    | The CW (The CW4Kids)   |
|       | Kortfilm        | Mayhem from Mutant Island | 13              | N/A                | N/A               | The CW (The CW4Kids)   |
|       | Turtles Forever | Turtles Forever           | Turtles Forever | 21. november 2009  | 21. november 2009 | The CW (The CW4Kids)   |

## Medvirkende

### Hovedpersoner
- Michael Sinterniklaas Leonardo / Leo, gruppens ældste skildpaddebror og er bevæbnet katana sværd.
- Frank Frankson som Raphael / Raph, gruppens mest aggressive og temperamentsfulde skildpaddebror .
- Sam Riegel som Donatello / "Donnie", gruppens mest begavede skildpaddebror. Han er bevæbnet med en japansk bo stav.
- Wayne Grayson som Michaelangelo / Mike gruppens yngste skildpaddebor og spasmager
- Darren Dunstan som Splinter, paddernes adaptivfar

### Paddernes allierede
- Veronica Taylor – April O'neil
- Pete Capella – Cody Jones

### Skurke
- Scottie Ray som Shredder
- Greg Carey som Hun, Shredders håndlanger og leder af De lilla drager. Bomstærk men også kløgtig.
- Eric Stuart som Dragefjæs (Dragon Face), næstkommanderende for De lilla drager. De lilla drager (Purple Dragons eller Purple Dragon Gang) er en gadebande i New York City. Onde men ikke for begavede.
- Karen Neil som Karai, Shredders plejedatter og leder af Fodklanen. Snedig men ikke uden æresfølelse.
- Mike Pollock som Skraldemanden (Garbageman), ond bandeleder. Mener at skrald er magt.

### Andre
- Scott Williams – Baxter Stockman
  - General Blanque, leder af rumnationen Føderationen. Ond og i krig med triceratonerne.
- Rigsleder Zanramon (Prime Leader Zanramon), herre over Det triceratonske hjemland
- Kommandør Mozar (Commander Mozar), leder af den triceratonske rumflåde.
- Professor Honeycut alias Flugtobotten (Fugitoid), professor hvis hjerne og sjæl er overført til en robotkrop. Opfinder af Teleportalen og derfor efterstræbt af både Føderationen og triceratonerne.
- Traximus, triceratonsk oprører og deltager i Kamp Nexus. Ven af padderne.
- Utrommerne, rumvæsner strandet på Jorden. Ledes af Mortu og et trepersonersråd.
- Gen, menneskelignende næsehorn og deltager i Kamp Nexus. Ven af Usagi.
- Dan Green som Daimyoen, herre over Kamp Nexus. Gammel ven af Splinter. Green spiller også som Kommandør Mozar.
- Ted Lewis som Den ultimative ninja (Ultimate Ninja), Daymioens søn. Stræber sin far efter livet.
- Drako, ondskabsfuld og forræderisk drage.
- Gyoji, den mystiske dommer i Kamp Nexsus.
- Hamato Yoshi, myrdet ninjamester og Splinters oprindelige herre. Splinter lærte ninjitsu ved at studere ham.
- Jason Griffith som Usagi Yojimbo, en atropomorf samuraikanin og deltager i Kamp Nexus. Godhjertet og ven af padderne. Har sin egen tegneserie.

### Sæson 6
- Marc Thompson som Cody Jones, Caseys og Aprils tipoldebarn og arving til O'Neil-Jones-imperiet. Thompson spiller også som Serling
  - Marc Thompson spiller også som Serling, Codys husholdningsrobot som padderne går på nerverne.
- Starlee, praktikant i O'Neil Tech med et godt øje til Cody.
- Darius Dun, Codys omfangsrige og luskede onkel.
- Jammerhead, skurk og leder af den spøgelsesagtige forbryderbande Gadeånderne.
- Sean Schemmel som Biggles, den selvglade leder af politistyrken Fredsvogterne. Schemmel spiller også som Sh'Okanabo
- Torbin Zixx, dygtig smugler der ynder hologrammer og dobbeltspil.
- Sh'Okanabo, rumvæsen der planlægger at gøre al liv på jorden til hans droner.
- Viral, levende computervirus der arbejder for Sh'Okanabo.

- Tara Jayne som Angel
- David Zen Mansley – Darius Dun

### Danske stemmer

#### Sæson 1-2
- Vibeke Hastrup
- Marie Schjeldal
- Torben Sekov
- Trine Glud
- Timm Mehrens
- Thomas Kirk
- Jan Tellefsen
- Jens Sætter-Lassen
- Sebastian Jessen
- Simon Stenspil
- Mikkel Hansen
- Peter Zhelder
- Michael Elo
- Cecilie Stenspil
- Johannes Bjergfelt

#### Sæson 3
- Michael Elo
- Trine Glud
- Allan Hyde
- Sebastian Jessen
- Nis Bank-Mikkelsen
- Andreas Nicolet
- Torben Sekov
- Jette Sievertsen
- Sune Svanekier
- Peter Zhelder

#### Sæson 6
- Simon Stenspil
- Sune Svanekier
- Allan Hyde
- Andreas Nicolet
- Jens Jacob Tychsen
- Peter Zhelder
- Torben Sekov
- Mikkel Følsgaard
- Trine Glud
- Michael Elo